# Rhaphidostichum loriforme
Rhaphidostichum loriforme är en bladmossart som beskrevs av Brotherus 1925. Rhaphidostichum loriforme ingår i släktet Rhaphidostichum och familjen Sematophyllaceae. Inga underarter finns listade i Catalogue of Life.